# Pieter-Jan Hannes
Pieter-Jan Hannes, född 30 oktober 1992, är en belgisk medeldistanslöpare.
Hannes tävlade för Belgien vid olympiska sommarspelen 2016 i Rio de Janeiro, där han blev utslagen i semifinalen på 1 500 meter.